# Wai-lim Yip
Wai-lim Yip (chino: 葉維廉
, nacido el 20 de julio de 1937) es un poeta chino, traductor, crítico, editor, y profesor de literatura china, idiomas (chino), y de literatura comparativa.
Yip nació en la provincia de Guangdong, en China, y en la edad de doce se movió a Hong Kong, donde empezó a escribir poesía y se vio activo en la escena de la poesía local. Se graduó de la Universidad Nacional de Taiwán en 1959. En 1963 fue a los Estados Unidos para atender al Taller de Escritores de Iowa en la Universidad de Iowa, cuyo director, Paul Engle, fue a Taipéi para negociar el permiso para Yip y su esposa, Tzu-mei, y su hija para que dejen Taiwán. Entonces se graduó su trabajo en la Universidad de Princeton, recibiendo un Premio Honorífico en literatura comparativa en 1967. En el mismo año se unió a la facultad de la Universidad de California, en San Diego, con quién no se ha vuelto a afiliar desde entonces. En 1970 regresó a la Universidad Nacional de Taiwán como profesor visitante de literatura comparativa. En 1980 unió al Departamento de Inglés en la Universidad China de Hong Kong como profesor visitante. Desde entonces,  ha enseñado literatura comparativa en la Universidad de Pekín y en la Universidad Tsinghua.
La teoría política de Yip, que relaciona la poesía moderna con estética Taoísta, ha sido muy influyente en Taiwán. En años recientes ha sido el objeto de atención considerable en China, con exposiciones de sus archivos y conferencias dedicadas a su poesía, así como publicaciones de sus Trabajos Completos en nueve volúmenes separados.

## Trabajos
- Ezra Libra Cathay, Princeton Prensa Universitaria, 1969.
- Poesía china moderna: Veinte Poetas de la República de China, 1955-65, Universidad de Prensa de Iowa, 1970.
- Poesía china: Géneros y Modos Importantes, U. C. Duque/de prensa Prensa Universitaria, 1976; 2.º ed. Duque Prensa Universitaria, 1997.
- Leyendo el Moderno y el Postmoderno: Meditaciones en Espacios Vivientes y Espacios Culturales, Taipéi: Tatung, 1992.
- Difusión de Distancias: Diálogos Entre Poética china y Occidental, Universidad de Prensa de California, 1993. (UC Prensa E-Libros)
- Entre Paisajes, Santa Fe: Pennywhistle Prensa, 1994 [poemas en ingleses].
- Entre/Entre, Prensa Nativa Nueva, 2008 [trilingual colección de Yip poesía].